# MEMORIES (VAMPSの曲)
「MEMORIES」（メモリーズ）は、日本のロックユニット、VAMPSの7枚目のシングル。2010年12月15日発売。発売元は主宰レーベル、VAMPROSE。

## 解説
2ndアルバム『BEAST』からシングルカットした作品で、VAMPSとしては「SWEET DREAMS」以来2作目のリカットシングルとなっている。なお、VAMPSは2013年2月にユニバーサルミュージック内のレーベル、Delicious Deli Recordsに移籍しているため、本作が自身の主宰するインディレーベル、VAMPROSEから発表された最後のシングルとなっている。
本作の表題曲「MEMORIES」は、青春を唄ったリリックがのせられたノスタルジックなロックナンバーとなっている。なお、この曲は当初、2ndアルバム『BEAST』をリリースする前に、シングル表題曲として発表することが検討されていたという。HYDEはアルバム発表前のシングル化を見送った経緯について「ツアー前に出すシングルはもっと勢いのある曲のほうがいいと思ってたし、曲の雰囲気的にもツアー後がタイミングかな」と考えたと語っている。こういった経緯があり、ライヴツアー「VAMPS LIVE 2010 BEAST」「VAMPS LIVE 2010 WORLD TOUR」を経てからリカットシングルとして発表されることになった。また、この曲の歌詞は、作詞者であるHYDEの青春時代をイメージしたものだが、ライヴツアーを経たことにより、HYDEは「実際の曲の意味とはまた違うけどダブル・ミーニング的にツアーを振り返れる」と語っている。また、作曲を担当したK.A.Zは本作発売当時に受けたインタビューの中で、この曲について「（ライヴツアーの）思い出がこの曲の中にどんどん溜まってるって感じ」と語っている。
なお、この曲のミュージック・ビデオは、ライヴツアー「VAMPS LIVE 2010 WORLD TOUR」で訪れたフランス・パリで撮影が行われているが、ライヴの裏側の映像も一部使われている。HYDEは映像制作を振り返り「「SWEET DREAMS」とは違う方法で今回の（ツアーの）映像を使いたいなと思ってて。それでPV映像とドキュメントのミックスにしてみたんですけどうまいこと繋がりましたね。ただ、かなり素材は絞りましたけど。最初はもっとライヴ映像とか入れてたんだけど、憂いのある曲だからちょっと曲と合わなくて」と述べている。
カップリングに収録された「GET UP -JAPANESE Ver.-」は、アルバム『BEAST』収録曲の「GET UP」の日本語詞バージョンとなっている。この日本語詞バージョンは、2010年10月からNHK教育テレビジョンで放送されたテレビアニメ『バクマン。』とのコラボレーションソングとして、原曲から制作し直された楽曲となっている。作詞・作曲を担当したHYDEは、歌詞を書き換える作業を振り返り「そのまま日本語に翻訳するのも難しいとこもあったんでちょっと意味合いが変わったりもしてる」と述懐している。ちなみにこの曲は、前記のアニメに登場するキャラクター、KOOGY（CV：森久保祥太郎）にカバーされており、アルバム『BEAST』に収録された楽曲「EUPHORIA」の日本語詞バージョンのカバーと合わせ、フィジカルがリリースされている（カバーに関する詳細は下記項目参照）。
本作は、初回限定盤（CD＋DVD）と通常盤（CD）の2形態でリリースされており、両形態で異なるアートワークが採用されている。初回盤には、表題曲とアルバム『BEAST』に収録された「PIANO DUET」のミュージック・ビデオを収録したDVDが付属している。なお、「PIANO DUET」のミュージック・ビデオを制作することした経緯について、HYDEは「元々シングルにしたいと思ってたんですよ、この曲も。なのでPVだけでも作ろうかなって」と述べている。ちなみにこの映像も、表題曲のミュージック・ビデオと同様に、フランス・パリで撮影されており、HYDEがピアノを弾いているシーンも挿入されている。

## 収録曲
| #  | タイトル                   | 作詞 | 作曲  | 編曲  | 時間 |
| -- | -------------------------- | ---- | ----- | ----- | ---- |
| 1. | 「MEMORIES」               | HYDE | K.A.Z | VAMPS | 4:37 |
| 2. | 「GET UP -JAPANESE Ver.-」 | HYDE | HYDE  | VAMPS | 4:26 |

## 初回限定盤付属DVD
1. MEMORIES
ディレクター：大喜多正毅
2. PIANO DUET
ディレクター：大喜多正毅

## タイアップ
MEMORIES
- TBS系番組『ひるおび!』2010年12月度エンディングテーマ

## 参加ミュージシャン
MEMORIES
- HYDE：Vocal
- K.A.Z：Guitar, Programming
  - Ju-ken：Bass
  - Arimatsu：Drums
  - 斉藤仁：Sythesizer Programming

GET UP -JAPANESE Ver.-
- HYDE：Vocal
- K.A.Z：Guitar, Programming
  - Ju-ken：Bass
  - Arimatsu：Drums
  - 斉藤仁：Sythesizer Programming

## 収録アルバム
- 『BEAST』 (#1、#2,全語詞バージョン)
- 『SEX BLOOD ROCK N' ROLL』 (#1,全英語詞による再録バージョン)

## カバー

### 解説
2010年10月からNHK教育テレビジョンで放送されたテレビアニメ『バクマン。』に登場するキャラクター、KOOGYのキャラクターソングを収めた作品。歌は、劇中でKOOGYを演じる声優・森久保祥太郎が担当している。
本作の表題曲「GET UP -Japanese Ver.-」は、VAMPSの楽曲「GET UP」を日本語詞に変更し、リアレンジを施した音源をカバーしたもので、前記アニメにおいて挿入歌として使用されている。また、カップリングにはVAMPSの楽曲「EUPHORIA」を日本語詞に変更し、リアレンジを施した音源をカバーが収録されている。
なお、本作のジャケットには、KOOGYのイラストが描かれている。

### 収録曲
（全作詞・作曲：HYDE、編曲：VAMPS）
1. GET UP -Japanese Ver.-
  - 作詞・作曲：HYDE、編曲：VAMPS
2. EUPHORIA -Japanese Ver.-
  - 作詞・作曲：HYDE、編曲：VAMPS
3. GET UP -Japanese Ver.-（off vocal）
4. EUPHORIA -Japanese Ver.-（off vocal）